# K. Kovács János
K. Kovács János (Alsónyék, 1885. szeptember 7. – Sárpilis, 1970. február 17.) magyar mesemondó, énekes, a Népművészet Mestere (1957).

## Életpályája
Szülei: Kovács János és Petőcz Judit földművesek voltak.

### Munkássága
A mesemondáson kívül mestere volt a néptáncnak is, és a falu nótafájának tartották. 200-nál is több régi népdallal gyarapította a folklórt. A Sárpilisi Népi Együttes egyik alapító tagja volt, még 1966-ban is szerepelt a műsorban. Tánca, a verbunk a Magyar Tudományos Akadémia Filmtárában megtalálható. Halálának időpontját a Népművészet Mesterei oldal – tévesen – 1967-re teszi.

## Elismerései és emléke
- Népművészet Mestere díj (1957)
- A sárpilisi tanácsházán (ma Polgármesteri Hivatal) helyezték el emléktábláját.[5]